# Salix linearistipularis
Salix linearistipularis là một loài thực vật có hoa trong họ Liễu. Loài này được K.S. Hao miêu tả khoa học đầu tiên năm 1936.